# Thamnodynastes duida
Thamnodynastes duida är en ormart som beskrevs av Myers och Donnelly 1996. Thamnodynastes duida ingår i släktet Thamnodynastes och familjen snokar. Inga underarter finns listade i Catalogue of Life.
Arten förekommer i södra Venezuela på bergsmassivet Cerro Duida i delstaten Amazonas. Exemplar hittades vid 2015 meter över havet. Habitatet utgörs av fuktiga skogar. Ett exemplar hade en ödla från släktet Riolama i magsäcken.
Bergsmassivet är nästan otillgänglig för människor vad som skyddar artens bestånd. De senaste fynden är däremot från 1929. IUCN listar Thamnodynastes duida som livskraftig (LC).